# Минне, Эмерик
Эмерик Минне (фр. Aymeric Minne; род. 20 апреля 1997, Мелён) — французский гандболист, выступает за гандбольный клуб «Нант» и сборную Франции по гандболу. Бронзовый призёр чемпионата мира 2025 года. 

## Карьера

### Клубная
Эмерик Минне в 16 лет перешёл в молодежную команду французского клуба первого дивизиона «Феникс Тулуза». Дебютировал в первом дивизионе в 2015 году в «Pays d’Aix UC». В последующих четырёх сезонах плеймейкер забил 364 гола в 99 матчах за этот клуб.
С 2019 года Минне играет в ГК «Нант». С этим клубом он стал серебряным призёром чемпионата Франции в сезоне 2019/20 годов и бронзовым в сезоне 2020/21 годов. В сезоне 2020/21 годов «Нант» дошёл до Финала четырех Лиги чемпионов КВЧ, но уступил там ФК «Барселона», а в матче за 3-е место «Пари Сен-Жермену». Вместе с Нантом Минне выиграл Кубок Лиги в сезоне 2021/22 годов, стал чемпионом страны в сезоне 2022/23 годов и обладателем Кубка Франции в сезонах 2022/23 и 2023/24 годов.

### Международная карьера в сборной
В составе юношеской сборной Франции Минне выиграл золотую медаль на чемпионате мира среди юношей до 19 лет в 2015 году, бронзовую медаль чемпионата Европы среди юношей до 20 лет в 2016 году и бронзовую медаль чемпионата мира среди юношей до 21 года в 2017 году.
В составе взрослой сборной Франции Минне дебютировал 2 мая 2021 года в матче отборочного турнира чемпионата Европы 2022 года против Греции. Принимал участие в чемпионате Европы 2022 года, где забил 35 голов в девяти матчах и вместе с командой занял четвертое место.
На чемпионате мира 2025 года стал обладателем бронзовой медали. 